# Cubati
Cubati is een gemeente in de Braziliaanse deelstaat Paraíba. De gemeente telt 6.546 inwoners (schatting 2009).